# Departamento de Transporte de Nevada

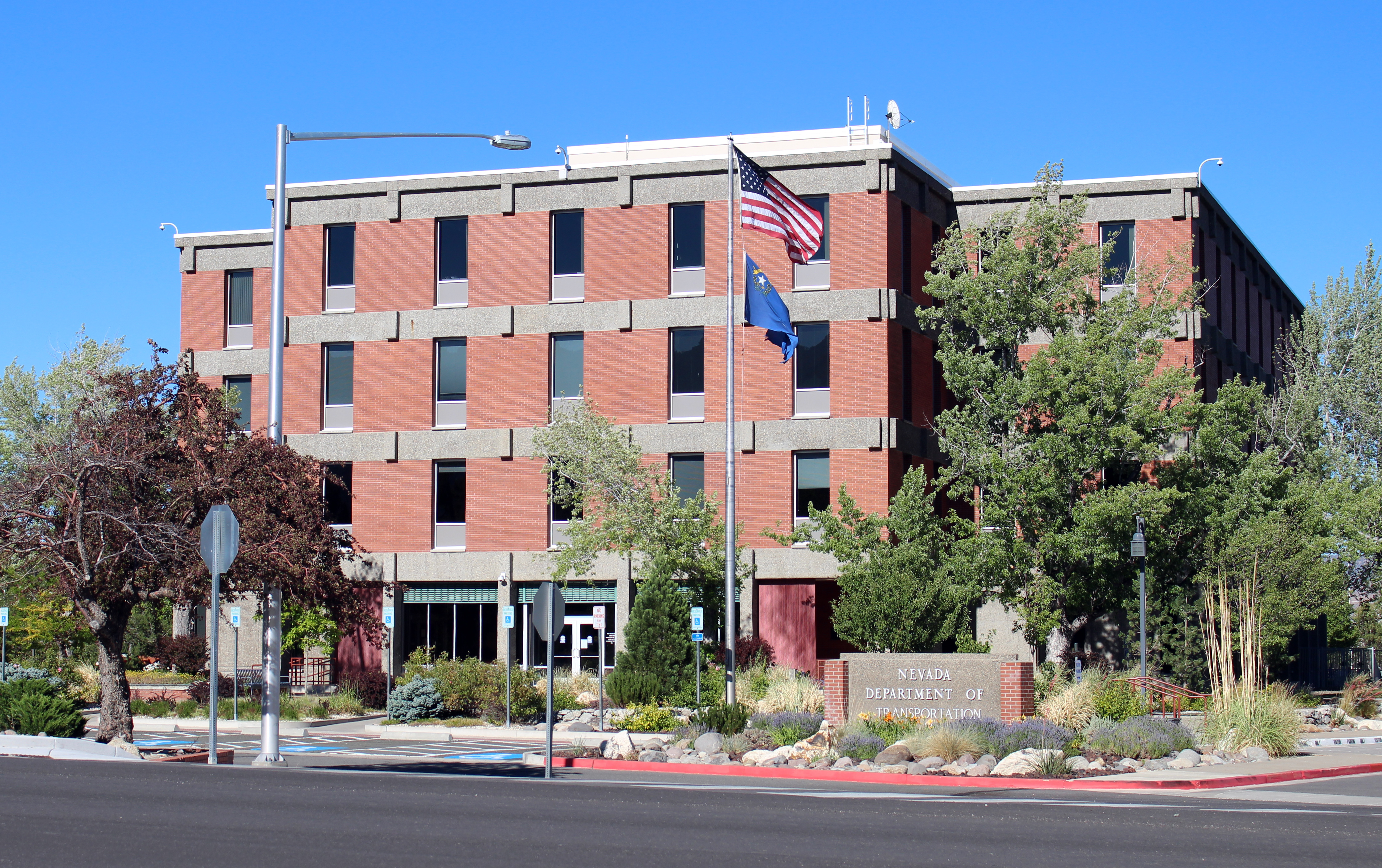
Oficinas centrales del departamento de Transporte de Nevada en Carson City.

El Departamento de Transporte de Nevada (Nevada Department of Transportation en inglés) es una agencia gubernamental del estado de Nevada (Estados Unidos de América). 
El Departamento de Transporte de Nevada es responsable del mantenimiento y la expansión de la red de carreteras de Nevada, en la que se incluyen la Red de Carreteras Federales de Estados Unidos y la Red de Autopistas Interestatales de Estados Unidos dentro del estado. El departamento es conocido por su forma agresiva en el buen mantenimiento la red de autopistas del estado de Nevada. 
Las oficinas centrales del Departamento de Transporte de Nevada se localizan en Carson City, Nevada.